# Electric Warrior
Albums de T. Rex
T. Rex
(1970) The Slider
(1972)
Electric Warrior est un album du groupe T. Rex sorti en 1971 et généralement considéré comme une pierre angulaire du glam rock. Il se classe en tête des ventes au Royaume-Uni à sa sortie et devient la meilleure vente de l'année 1971. Les singles Get It On (no 1) et Jeepster (no 2) rencontrent également un franc succès sur le sol britannique. En 2003, Electric Warrior est classé 160e dans la liste des 500 plus grands albums de tous les temps établie par le magazine Rolling Stone.
Parmi les musiciens invités, on remarque  sur la chanson Get It On la présence de l'ex-King Crimson, Ian McDonald au saxophone et des deux chanteurs du groupe The Turtles, Howard Kaylan et Mark Volman aux chœurs.

## Titres
Toutes les chansons sont de Marc Bolan.

### Face 1
1. Mambo Sun – 3:40
2. Cosmic Dancer – 4:30
3. Jeepster – 4:12
4. Monolith – 3:49
5. Lean Woman Blues – 3:02

### Face 2
1. Get It On – 4:27
2. Planet Queen – 3:13
3. Girl – 2:32
4. The Motivator – 4:00
5. Life's a Gas – 2:24
6. Rip Off – 3:40

## Musiciens
- Marc Bolan : chant, guitare
- Steve Currie : basse
- Mickey Finn : congas, bongos
- Bill Legend : batterie

Musiciens invités
- Ian McDonald : saxophones alto et baryton
- Burt Collins : bugle
- Howard Kaylan, Mark Volman : chœurs